# Kvenamta
Kvenamta (georgiska: ქვენამთა) är ett berg i Georgien. Det ligger i den nordöstra delen av landet, i regionen Mtscheta-Mtianeti. Toppen på Kvenamta är 3 151 meter över havet. Närmaste större samhälle är Gudauri, 19 km väster om Kvenamta.